# 愛德華·基思-羅奇
愛德華·基思-羅奇（英語： OBE CBE；1885年—1954年），英國軍官、行政官員，生於告羅士打牧師家庭，一戰期間在埃及服役，戰後在蘇丹服役並學習阿拉伯語，1919年調往英國軍事管治下的巴勒斯坦地區（以色列地）任職，後加入巴勒斯坦託管地政府，於1926至1931年間擔任耶路撒冷區專員，1931至1937年間任北部區專員，1937年再次擔任耶路撒冷區專員，1943年因身體抱恙卸任返回英國，1954年於英國離世。在任期間，他敵視錫安主義及託管地猶太社群，對猶太領袖居高臨下且充滿嘲諷，被稱為「託管地官員中最黑暗的人物之一」。儘管基思-羅奇對阿拉伯人較為偏袒，但阿拉伯人對此似乎並不領情。據其回憶錄，在1936至1939年阿拉伯人大暴動期間，他曾三度遭阿拉伯叛亂分子企圖刺殺。

## 個人著作
- (1922):  The Handbook of Palestine  Publisher: Macmillan Company, 1922
- (1930):  The Handbook of Palestine and Trans-Jordan Publisher: Macmillan Company, 1930
- (1994):  Pasha of Jerusalem: Memoirs of a District Commissioner Under the British mandate  Publisher: Palgrave Macmillan,